# Litli-Hrútur
Der Litli-Hrútur (isländisch für „Kleiner Schafbock“) ist ein Berg im Südwesten von Island auf der Halbinsel Reykjanes.
Er wurde am 10. Juli 2023 bekannt, als nordöstlich des Berges zunächst ein Spaltenvulkan ausbrach (siehe Hauptartikel zum Ausbruch). Der Ausbruch hielt bis zum 5. August 2023 an. Der neue Krater liegt etwa 4,5 km vom Geldingardalur (Ausbruch 2021) und 3,5 km vom Meradalur (Ausbruch 2022) entfernt. Beide Ausbrüche ereigneten sich südwestlich vom Litli-Hrútur. Knapp 3,5 km nordöstlich erhebt sich der Berg Keilir auf eine Höhe vom 378 m.
Der Litli-Hrútur selbst ist um 310 m hoch und liegt in der Gemeinde Grindavík etwa 13 km nordöstlich der Stadt.